# Филипенко, Алексей Степанович
Алексей Степанович Филипенко (1926, с. Чубовка, Самарский уезд, Самарская губерния, СССР — 11 августа 1994, там же, Кинельский район, Самарская область, Россия) — бурильщик капитального ремонта скважин нефтепромыслового управления «Ставропольнефть» объединения «Куйбышевнефть» Министерства нефтяной промышленности СССР (Куйбышевская область), Герой Социалистического Труда (1971).

## Биография
Родился в 1926 году в селе Чубовка Самарского уезда Самарской губернии (ныне — Кинельского района Самарской области). По национальности украинец.
С началом Великой Отечественной войны трудоустроился в местный колхоз «Путь к коммунизму». В феврале 1943 был призван в Красную Армию, в действующей армии — с марта 1944 года. Воевал в составе 2-й стрелковой роты 1122-го стрелкового полка (334-я стрелковая дивизия). 25 января 1945 года был ранен, когда закрыл своим телом командира. После выписки из госпиталя продолжил воевать в составе миномётного расчёта 473-го стрелкового полка (154-я стрелковая дивизия). Награждён двумя боевыми орденами и двумя медалями «За отвагу».
После демобилизации вернулся в родной колхоз. После развития в селе в 1950-х годах нефтяной промышленности трудоустроился в управление «Ставропольнефть», пройдя путь от помощника до бурильщика капитального ремонта скважин.
Указом Президиума Верховного Совета СССР от 30 марта 1971 года «за выдающиеся заслуги в выполнении заданий пятилетнего плана по добыче нефти и достижение высоких технико-экономических показателей в работе» удостоен звания Героя Социалистического Труда с вручением ордена Ленина и золотой медали «Серп и Молот».
Жил в родном селе, умер 11 августа 1994 года.
Награждён орденами Ленина (30.03.1971), Отечественной войны 1-й степени (11.03.1985), Красной Звезды (28.05.1945), Славы 3-й степени (12.02.1945), медалями, в том числе 2 «За отвагу» (28.10.1944: 07.11.1944).